# Scina hurleyi
Scina hurleyi is een vlokreeftensoort uit de familie van de Scinidae. De wetenschappelijke naam van de soort is voor het eerst geldig gepubliceerd in 1990 door Zeidler.